# 弐瓶勉
弐瓶 勉（にへい つとむ、1971年2月26日 – ）は日本の漫画家。男性。福島県郡山市出身。
代表作は『BLAME!』、『シドニアの騎士』。

## 概要
福島県立郡山北工業高等学校を卒業後、上京し現場監督の見習いや施工図の製図など建築関係の仕事に就くが、組織の一員として働くことに向かないと感じ退職。単身渡米し絵の勉強をしながら1年ほど日本の出版社へ漫画を投稿するもデビュー出来ないまま帰国したが、1995年にアフタヌーン四季賞夏のコンテストで短編作品の『BLAME』が審査員（谷口ジロー）特別賞を受賞。その後、髙橋ツトムの専属アシスタントを5ヶ月ほど経験し、1997年より『月刊アフタヌーン』で長編作品『BLAME!』の連載を開始。
2009年から連載を開始した『シドニアの騎士』では、雑誌連載第2話より用語の説明やあらすじを書いたページが用意された。複数の作品において、「東亜重工」という企業や「奇居子（がうな）」と称される存在をスターシステムなガジェットとして使用している。「東亜重工」は、自身がデザインしたグッズのロゴや、スタンド花の贈り主名、他作家とのコラボレーション企画、自身が関わった有限責任事業組合の名称などに利用している。
海外での評価が高くエンキ・ビラルなどから賞賛を受けている。村上隆によるアート展『「SUPER FLAT」at 渋谷パルコギャラリー』（2000年）にもイラストを出品した。また、単行本『シドニアの騎士』第2巻では椎名誠が帯文を寄せた。
原稿にはコピックマルチライナーと筆ペンを使用（単行本『ABARA』発売時点）。カラー原稿は初期にはアクリルを使っていたが、『BLAME!』中期よりデジタル環境（フォトショップ）に移行した模様。また『BIOMEGA』や『シドニアの騎士』では、作画時の参考資料として登場メカの立体模型を自作している。背景にまで個性を出せるとしてアシスタントは使っていない。
『シドニアの騎士』以降、Twitterのアイコンや自画像にクワガタを使用している。
『シドニアの騎士』第11巻からは赤松健が提唱している同人マークを赤松以外の著作物では初めて付けるなど、常識範囲内の二次創作についても寛容な姿勢を見せている。
『シドニアの騎士』で2015年に第39回講談社漫画賞・一般部門を、2016年に第47回星雲賞コミック部門を受賞。

## 影響
影響を受けた作品として、『AKIRA』、『風の谷のナウシカ』、『攻殻機動隊』、『遊星からの物体X』などをあげている。

## 作品リスト

### 連載作品
| タイトル                        | 連載                                                                                  | 巻数                            | 備考 |
| ------------------------------- | ------------------------------------------------------------------------------------- | ------------------------------- | --- |
| BLAME!                          | 1997年 - 2003年、『月刊アフタヌーン』掲載、講談社                                     | 全10巻 全6巻（新装版）          | 新装版ではサイズがB5判に変更され、加筆修正が加えられた                                                                                        |
| NOiSE                           | 『アフタヌーンシーズン増刊』第2号-第7号掲載、講談社                                   | 全1巻                           | 読み切り版『BLAME』（月刊アフタヌーン、1995年10月号、講談社）収録                                                                             |
| BIOMEGA                         | 2004年 - 2009年、『週刊ヤングマガジン』掲載、講談社 →『ウルトラジャンプ』掲載、集英社 | 全6巻 既刊3巻（新装版）         | 新装版は講談社より刊行 |
| ABARA                           | 2005年 - 2006年、『ウルトラジャンプ』掲載、集英社                                     | 全2巻（上下巻） 全1巻（新装版） | 下巻に『DIGIMORTAL』前後編（ウルトラジャンプ、2005年1月号・2月号、集英社）収録 新装版のサイズはB5判に変更され、弐瓶自身による解説が追加された |
| シドニアの騎士                  | 2009年 - 2015年、『月刊アフタヌーン』掲載、講談社                                     | 全15巻 全7巻（新装版）          | 新装版のサイズはB5判に変更されている |
| 人形の国                        | 2017年 - 2021年、『月刊少年シリウス』掲載、講談社                                     | 全9巻                           | |
| BLAME! 電基漁師危険階層脱出作戦 | 2017年、『月刊少年シリウス』掲載、講談社                                              | 全1巻                           | 作画は関根光太郎が担当し、弐瓶は監修を担当する                                                                                                |
| 大雪海のカイナ                  | 2022年 - 2024年、『月刊少年シリウス』掲載、講談社                                     | 既刊3巻                         | 作画は武本糸会が担当し、弐瓶は原作を担当する                                                                                                  |
| タワーダンジョン                | 2023年 - 、『月刊少年シリウス』掲載、講談社                                           | 既刊4巻                         | |

### 短編作品
| 短編                                             | 掲載誌                                                                                        | 収録単行本                                                                        | 発売日                     |
| ------------------------------------------------ | --------------------------------------------------------------------------------------------- | --------------------------------------------------------------------------------- | -------------------------- |
| BLAME (読切版)                                   | 月刊アフタヌーン、1995年10月号、講談社                                                        | NOiSE                                                                             | 2001年10月23日             |
| DEADHEADS                                        | アフタヌーンシーズン増刊、2002年、通巻第12号、講談社 (第1話発表後、掲載誌休刊)                | BLAME! and so on 弐瓶勉画集                                                       | 2003年10月24日             |
| Wolverine: Snikt!                                | マーベル・コミック、2003年 アメコミ作品『X-メン』のウルヴァリンを主人公にしたスピンオフ作品。 | Wolverine: Snikt! 全5冊                                                           | 2003年                     |
| DIGIMORTAL                                       | ウルトラジャンプ、2005年1月号・2月号、集英社                                                  | ABARA下巻                                                                         | 2006年5月24日              |
| ZEB-NOID                                         | チャンピオンRED、2004年7月号掲載、秋田書店                                                    | ブラム学園! アンドソーオン 弐瓶勉作品集 新装版 ブラム学園! 弐瓶勉フルカラー作品集 | 2008年9月19日 2018年2月9日 |
| ブラム学園                                       | 月刊アフタヌーン、2004年5月号、講談社                                                         | ブラム学園! アンドソーオン 弐瓶勉作品集 新装版 ブラム学園! 弐瓶勉フルカラー作品集 | 2008年9月19日 2018年2月9日 |
| ブラム学園！京都奈良相合傘                       | 月刊アフタヌーン、2007年10月号、講談社                                                        | ブラム学園! アンドソーオン 弐瓶勉作品集 新装版 ブラム学園! 弐瓶勉フルカラー作品集 | 2008年9月19日 2018年2月9日 |
| ブラム学園！桜咲く塔の下で                       | 月刊アフタヌーン、2008年5月号、講談社                                                         | ブラム学園! アンドソーオン 弐瓶勉作品集 新装版 ブラム学園! 弐瓶勉フルカラー作品集 | 2008年9月19日 2018年2月9日 |
| 小包                                             | 同人誌 『赤い牙4』（2003年、商業誌未発表作品）                                                | ブラム学園! アンドソーオン 弐瓶勉作品集 新装版 ブラム学園! 弐瓶勉フルカラー作品集 | 2008年9月19日 2018年2月9日 |
| ネットスフィアエンジニア                         | 別冊モーニング、2005年、通巻第4号、講談社 (第1話発表後、掲載誌休刊)                           | ブラム学園! アンドソーオン 弐瓶勉作品集 新装版 ブラム学園! 弐瓶勉フルカラー作品集 | 2008年9月19日 2018年2月9日 |
| ポンプ                                           | 同人誌 『赤い牙5』（2004年、商業誌未発表作品）                                                | ブラム学園! アンドソーオン 弐瓶勉作品集 新装版 ブラム学園! 弐瓶勉フルカラー作品集 | 2008年9月19日 2018年2月9日 |
| BLAME ! 2 第八系子体プセルの都市構造体脱出記     | モーニング増刊マンダラ、2008年、通巻第2号、講談社                                             | ブラム学園! アンドソーオン 弐瓶勉作品集 新装版 ブラム学園! 弐瓶勉フルカラー作品集 | 2008年9月19日 2018年2月9日 |
| 沼の神                                           | 月刊アフタヌーン 2008年10月、講談社（初出は同人誌 『赤い牙3』）                               | ブラム学園! アンドソーオン 弐瓶勉作品集 新装版 ブラム学園! 弐瓶勉フルカラー作品集 | 2008年9月19日 2018年2月9日 |
| 戦翅甲蟲・天蛾                                   | ヤングガンガン、2007年第3号、スクウェア・エニックス                                           | ブラム学園! アンドソーオン 弐瓶勉作品集 新装版 ブラム学園! 弐瓶勉フルカラー作品集 | 2008年9月19日 2018年2月9日 |
| シドニアの騎士 つむぎ、『ブラム!』にハマる。の巻 | Blu-ray『シドニアの騎士 第九惑星戦役 一』初回生産限定盤 特典小冊子、2015年、キングレコード    | 新装版 ブラム学園! 弐瓶勉フルカラー作品集                                         | 2018年2月9日               |
| 人形の国 (読切版)                                | 週刊ヤングマガジン、2016年23号（5月9日発売）、講談社                                          | 人形の国 第9巻 小冊子付き特装版                                                   | 2021年12月9日              |
| サブリナ                                         | 同人誌 『赤い牙1』（2002年）                                                                  | 単行本未収録                                                                      | 単行本未収録               |
| アイダホ                                         | 同人誌 『赤い牙2』（2002年）                                                                  | 単行本未収録                                                                      | 単行本未収録               |
| ビビビビ                                         | 同人誌 『赤い牙6』（2006年）                                                                  | 単行本未収録                                                                      | 単行本未収録               |
| BLAME! 珪素生物の砦                              | Blu-ray『BLAME!』初回限定版特典、2017年、キングレコード                                       |                                                                                   |                            |

### 短編集
- ブラム学園! アンドソーオン 弐瓶勉作品集 (2008年、講談社)
  - 新装版 ブラム学園! 弐瓶勉フルカラー作品集 (2018年、講談社、フルカラー再発版)

### 画集
- BLAME! and so on 弐瓶勉画集（2003年、講談社）

### その他
- Halo Graphic Novel - マイクロソフトのPCゲーム『HALO』の世界観を題材とした、さまざまな作家によるグラフィックノベルのオムニバス作品集。メビウスやサイモン・ビズレーなどが参加しており、弐瓶は唯一の日本人作家として参加した。
- BUCK-TICKの新レーベル「Lingua Sounda」のロゴデザインを担当[3]。
- acid androidのイメージキャラクターのデザインを担当[15]。
- 大雪海のカイナ - アニメーション作品。原作・キャラクター原案。

## 書誌情報
- 弐瓶勉『ブラム学園! アンドソーオン 弐瓶勉作品集』〈アフタヌーンKC〉講談社

1. 2008年9月22日発売 ISBN 978-4-06-314531-1

- 弐瓶勉『BLAME! and so on 弐瓶勉画集』講談社

1. 2003年10月23日発売 ISBN 978-4-06-364528-6

- 共著『Halo Graphic Novel』Marvel Comics（英語版）

1. 2006年8月9日発売 ISBN 978-0-7851-2372-9

## メディア出演

### インタビュー掲載
- 電撃ホビーマガジン2013年9月号 弐瓶勉氏が語る『シドニアの騎士』[16]
- BookLive!インタビュー『わが生涯に一片のコマあり！』　第三回；弐瓶勉先生[17]

### ラジオ
- WEBラジオ シドニアの騎士〜綾と綾音の秘密の光合成〜（ゲスト出演[18]）

### アニメ
- シドニアの騎士 第九惑星戦役（ノコギリクワガタ役）